# Luis María de Borbón
Luis María de Borbón, duque de Rambouillet (2 de enero de 1746 – 13 de noviembre de 1749) fue un príncipe francés e hijo mayor del duque de Penthièvre. Fue conocido como el Duque de Rambouillet.

## Biografía
Nació en el Palacio de Versalles en los apartamentos de su madre en Versalles, actual recámara de Madame Adelaida. Luis ostentó el título de Duque de Rambouillet desde su nacimiento, título otorgado a su abuelo, el conde de Tolosa, en 1711, por Luis XIV.
Como miembro de una rama legitimada de la Casa de Borbón, la casa de Casa de Borbón-Penthièvre, fue clasificado como un Príncipe de la Sangre, con derecho al estilo de Alteza Serenísima.
El padre de Luis, Luis Juan María de Borbón, era el mayor terrateniente de Francia y poseía una de las mayores fortunas de Europa, dado que Luis Juan María había heredado la fortuna del duque de Maine, su tío paterno. A pesar de esto, Luis María no vivió para disfrutar la fortuna de su padre, Luis María murió en el Palacio de Versalles a los tres años. Fue enterrado en la capilla del Castillo de Rambouillet, siendo después trasladado junto con los cuerpos de su madre, abuelos y hermanos a la Colegiata de San Esteban de Dreux, sus tumbas fueron profanados en 1793 y arrojados en una fosa común, su hermana Luisa María Adelaida de Borbón, esposa del futuro Felipe Igualdad, construiría en ese lugar la Capilla real de Dreux, siendo trasladados ahí sus restos.

## Títulos y estilos
- 2 de enero de 1746 – 13 de noviembre de 1749: Su Alteza Serenísima el duque de Rambouillet.

- Datos: Q5983914